# Nadja Auermann
Nadja Auermann (19 de marzo de 1971) es una modelo y actriz alemana. El diseñador Valentino una vez comentó sobre su parecido físico con Marlene Dietrich. Una columnista de moda del New York Times, Guy Trebay, escribió sobre ella, citándola como "rostro de doncella de hielo y piernas de saltador de pértiga"  Una vez tuvo el récord Guinness a la modelo con las piernas más largas.

## Vida y carrera
En 1989, Auermann fue descubierta en un café en Berlín, que la llevó a firmar un contrato con la agencia Karin Modeling en París ese mismo año. En 1991, dejó Karin para unirse a Elite Model Management. Entonces obtuvo su primera sesión de fotos con Vogue Paris, además de aparecer en anuncios de Benetton. En septiembre de 1994, Auermann apareció en la portada de Vogue y Harper's Bazaar, a lo que The New York Times comentó "un triunfo similar a ganar dos piernas de la Triple Corona de carrera de galos".
Ha desfilado para Chloé, Givenchy, Salvatore Ferragamo, Louis Vuitton, Valentino, Chanel, Hermès, Dolce & Gabbana, Viktor & Rolf, Prada, Jean Paul Gaultier, Versace, Giles Deacon, Vivienne Westwood, Gianfranco Ferré, Fendi, Jil Sander, Christian Dior, e Yves Saint Laurent.
Auermann ha aparecido en anuncios de Prada, Chanel, Dolce & Gabbana, Christian Dior, Gianfranco Ferré, Versace, Donna Karan, Karl Lagerfeld, Cartier, Fendi, Yves Saint Laurent, Giorgio Armani, Valentino, H&M, Blumarine, y Hermès. También fue portavoz internacional de Shiseido a finales de los 90s.
Además de sus apariciones en campañas, Auermann ha aparecido en 100 portadas en todo el mundo, incluyendo la American, British, French, Italian and German editions of Vogue estadounidense, británica, francesa, italiana y alemana, W, Elle, Esquire, Harper's Bazaar e i-D.
A través de su carrera, Auermann ha trabajado para reconocidos fotógrafos. Incluyendo a Steven Meisel, Helmut Newton, Mario Testino, Richard Avedon, Patrick Demarchelier, Irving Penn, Herb Ritts, Craig McDean, Steven Klein, Inez van Lamsweerde and Vinoodh Matadin, Mario Sorrenti, Paolo Roversi, Juergen Teller y Peter Lindbergh, que la reconoció como su musa.